# Восточнотиморско-турецкие отношения
Восточнотиморско-турецкие отношения — двусторонние дипломатические отношения между Восточным Тимором и Турцией. Государства являются членами Организации Объединённых Наций. Посол Турции в Джакарте (Индонезия), также аккредитован для работы в Восточном Тиморе с 2003 года.
Турция и Восточный Тимор сотрудничают через Содружество португалоязычных стран, где Турция является ассоциированным наблюдателем.

## История
Турция оказывала помощь Восточному Тимору в развитии сельского хозяйства, когда тот находился под руководством правительства «Революционного фронта за независимость Восточного Тимора». Несмотря на то, что повышение производительности сельского хозяйства являлось заявленным приоритетом для правительства, только 2 % государственного бюджета было выделено на развитие сельского хозяйства.
В целях развития сельского хозяйства в Восточном Тиморе, Турция наладила сотрудничество с епископом Алберту Рикарду да Силвой из Дили, обеспечив продовольствием юго-восточные районы во время засухи в январе 2005 года. Затем, Турция в сотрудничестве с Организацией Объединённых Наций приступила к реализации инициатив, включая восстановление и реконструкцию ирригационных систем, внедрение методов сбора воды, более широкое распространение улучшенных семян зерновых культур, фруктов и овощей, здоровье скота, проектов аквакультуры и эффективного управления лесными и другими природными ресурсами Восточного Тимора.

## Экономические отношения
В 2019 году объём товарооборота между государствами оставался на незначительном уровне.